# Naruto-kapitler (Del I)
Naruto-mangaserien er skrevet og illustreret af Masashi Kishimoto og serialiseret af Shueisha i deres Weekly Shonen Jump-magasin i kapitler af omkring 20 sider. Del I følger den titulære Naruto Uzumaki, en energisk og fastbesluttet ninja-dreng, der er i stand til at udøver overmenneskelige ninjutsu-teknikker, og som i sig bærer den nihalede ræv, der blev forseglet i ham 12 år tidligere, inden serien begyndt. Han længes efter anerkendelse fra både sine jævnaldrende ninjaer og landsbyboerne generelt, og derfor drømmer han om at blive Hokage, der er landsbyen Konohagakures overhoved, for at opnå deres respekt. Det første kapitel af Naruto blev trykt i Weekly Shonen Jumps 43. udgivelse i 1999, og varede derefter over 700 kapitler inden seriens konklusion. Naruto-mangaen er inddelt i to primære dele af historien; den første, Del I, dækker kapitel 1 til 238. Del II begynder ved kapitel 245 og foregår to et halvt år efter den første del. Kapitel 239-244, der ligge mellem de to dele, danner en sidehistorie, der foregår inden Naruto-mangaseriens begyndelse og omhandler en del af Kakashi Hatakes historie.
En animeadaptation af serien, produceret af Studio Pierrot og TV Tokyo, havde premiere den 2. oktober 2002. Det sidste afsnit af Naruto-animeserien blev sendt den 8. februar 2007. En efterfølger baseret på Del II kendt som Naruto Shippuden overtog efterfølgende dens sendetid.
Naruto er i Danmark blevet udgivet af Carlsen, som udgav det første bind i 2006. Carlsen valgte i 2013 at droppe serien efter at have udgivet dets 55. bind. Serien er derfor aldrig blevet færdigudgivet på dansk.

## Bind
| 1. "Uzumaki Naruto!" (うずまきナルト!) 2. "Konohamaru" (木ノ葉丸) 3. "Enter Sasuke!" (サスケ参戦 "Sasuke sansen!") 4. "Hatake Kakashi!" (はたけカカシ!!) 5. "Pride Goeth Before a Fall" (堕落する前にプライドが失われる "Daraku suru mae ni puraido ga ushinawa reru") 6. "Not Sasuke!" (サスケじゃないよ! "Sasuke janai yo!") 7. "Kakashi's Decision" (カカシの決断 "Kakashi no ketsudan") |

| 1. "You Failed!" (だから不合格だってんだ!! "Dakara fugōkaku datten'da!") 2. "The Worst Client" (最悪の依頼人 "Saiaku no irainin") 3. "Target #2" (2匹目 "Nihikime") 4. "Going Ashore (上陸...!! "Jōriku") 5. "Game Over!!!" (終わりだ!! "Owari da!!") 6. "Ninja!!" (忍者だ!! "Ninja da!!") 7. "The Secret Plan...!!!" (秘策...!! "Hisaku...!!") 8. "Return of the Sharingan" (蘇る写輪眼!! "Yomigaeru Sharingan") 9. "Who Are You?!" (お前は誰だ!! "Omae wa dare da!!") 10. "Preparations for Battle" (戦いの準備!! "Tatakai no junbi") |

| 1. "The Training Commences" (修業開始 "Shūgyō kaishi") 2. "A Symbol of Courage" (勇気の象徴 "Yūki no shōchō") 3. "The Country that Had a Hero...!!" (英雄のいた国...!! "Eiyū no ita kuni...!!") 4. "Encounter in the Forest...!!" (森の中の出会い...!! "Mori no naka no deai...!!") 5. "A Rival Appears!!" (強敵出現!! "Kyōteki shutsugen!!") 6. "Two Assaults...!!" (2つの急襲...!! "Futatsu no kyūshū...!!") 7. "Speed!!" (スピード!!" "Supīdo!!") 8. "For the Sake of Dreams...!!" (夢の為に...!! "Yume no tame ni...!!") 9. "The Sharingan Crumbles...!!" (写輪眼崩し...!! "Sharingan kuzushi...!!") 10. "Awakening...!!" (覚醒...!! "Mezame...!!") |

| 1. "Nine-Tails...!! (九尾...!!" "Kyūbi...!!") 2. "Important People...!!" (大切な人...!! "Taisetsu-na hito...!!") 3. "Your Future is...!!" (お前の未来は...!! "Omae no mirai wa...!!") 4. "Everyone's Respective Battles...!!" (それぞれの戦い...!! "Sorezore no tatakai...!!") 5. "The Tool Named Shinobi" (忍という名の道具 "Shinobi to iu na no dōgu") 6. "The Hero's Bridge!!" (英雄の橋!! "Eiyū no hashi!!") 7. "Intruders?" (侵入者!? "Shinnyūsha!?") 8. "Iruka vs. Kakashi?!" (イルカVSカカシ!?) 9. "Sakura's Depression!!" (サクラの憂鬱!! "Sakura no Yūutsu") |

| 1. "The Worst Compatibility...!!!" (最悪の相性...!! "Saiaku no aishō...!!") 2. "Start...!!" ("START...!!") 3. "The Challengers!!" (挑戦者たち!! "Chōsensha-tachi!!") 4. "The First Exam" (第一の試験!! "Daiichi no shiken!!") 5. "The Whisper of Demons...!?" (悪魔の囁き...!? "Akuma no sasayaki...!?") 6. "Everyone's Respective Battles...!!" (それぞれの闘い...!! "Sorezore no tatakai...!!") 7. "The Tenth Question...!!" (第10問目...!! "Daijū monme...!!") 8. "The Natures Tested for...!!" (試された資質...!! "Tamesareta shishitsu...!!") 9. "The Second Exam" (第二の試験!! "Daini no shiken!!") |

| 1. "The Password is..." (合言葉は...!! "Aikotoba wa...!!") 2. "Predator!!" (捕食者!! "Hoshokusha!!") 3. "The Target is...!!" (その目的は...!! "Sono mokuteki wa...!!") 4. "Coward...!!" (臆病者...!! "Okubyōmono...!!") 5. "I've Got to...!!" (私が...!! "Watashi ga...!!") 6. "Beauty is the Beast!!" (美しき野獣...!! "Utsukushiki yajū...!!") 7. "The Principles of Use!!" (使用の条件!! "Shō no jōken!!") 8. "Sakura's Decision!!" (サクラの決意!! "Sakura no ketsui!!") 9. "Sakura and Ino" (サクラといの "Sakura to Ino") |

| 1. "No Holds Barred!!" (全面戦争!! "Zenmen sensō!!") 2. "The Strength That is Given...!!" (与えられし力...!! "Ataerareshi chikara...!!") 3. "Ten Hours Earlier..." (10時間前 "Jū jikan mae") 4. "Witnesses...!!" (目撃者...!! "Mokugekisha...!!") 5. "The Tragedy of the Sand!!" (砂の惨劇!! "Suna no sangeki!!") 6. "The Last Chance...!!" (ラストチャンス...!! "Rasuto Chansu...!!") 7. "The Path You Should Tread...!!" (進むべき道...!! "Susumubeki michi...!!") 8. "Trapped Like Rats!!" (袋のネズミ...!! "Fukuro no nezumi...!!") 9. "One More Face" (もう一つの顔 "Mō hitotsu no kao") |

| 1. "Lord Hokage's Message...!!" (火影の伝令...!! "Hokage no denrei...!!") 2. "Life-and-Death Battles!!" (命懸けの戦い!! "Inochigake no tatakai!!") 3. "Sakura's Advice" (サクラの勧告 "Sakura no kankoku") 4. "Unholy Gifts!" (異端なる能力!! "Itan naru nōryoku!!") 5. "Blood of the Uchiha" (うちはの血!! "Uchiha no chi!!") 6. "The Deadly Visitor!!" (恐怖の訪問者!! "Kyōfu no hōmonsha!!") 7. "The One Who Dies!!" (死ぬのは...!? "Shinu no wa...!?") 8. "The Insurmountable Wall...!!" (高すぎる壁...!! "Takasugiru kabe...!!") 9. "Rivals...!!" (拮抗...!! "Kikkō...!!") |

| 1. "A Declaration of Defeat...?!" (敗北宣言...!? "Haiboku sengen...!?") 2. "The Sixth Round Match, and Then...!!" (第六回戦...そして!! "Dairoku kaisen... soshite!!") 3. "Naruto's Coming-of-Age...!!" (ナルトの成長...!! "Naruto no seichō...!!") 4. "Kiba Turns the Tables... and So Does Naruto?!" (キバの逆転!! ナルトの逆転 !!? "Kiba no gyukuten!! Naruto no gyukuten!!?") 5. "Naruto's Clever Scheme!!" (ナルトの奇策!! "Naruto no kisaku!!") 6. "Neji and Hinata" (ネジとヒナタ "Neji to Hinata") 7. "The Hyuga Clan" (日向一族 "Hyūga ichizoku") 8. "The Outer Limits" (限界を超えて... "Genkai o koete...") 9. "Gaara Versus..." (我愛羅vs...) |

| 1. "Lee's Secret!!" (リーの秘密!! "Rī no himitsu!!") 2. "The Ultimate Defense... Crumbles?!" (絶対防御•崩壊!? "Zettai hōgyo, hōkai!?") 3. "The Genius of Hard Work...!!" (努力の天才...!! "Doryoku no tensai...!!") 4. "Now, of All Times...!!" (今こそ...!! "Ima koso...!!") 5. "A Splendid Ninja...!!" (立派な忍者...!! "Rippa na ninja...!!") 6. "The Preliminaries... Completed!!" (予選終了...!! "Yosen shūryō...!!") 7. "What About Sasuke...?!" (サスケは...!? "Sasuke wa...!?") 8. "Naruto's Wish...!!" (ナルトのお願い...!! "Naruto no onegai...!!") 9. "What About My Training?!" (修業どーすんだ!? "Shūgyō dōsun'da!?") |

| 1. "Make Me Your Disciple?!" (弟子入り志願!? "Deshi'iri shigan!?") 2. "Konoha. vs. Sound vs. Sand" (木ノ葉と音と砂と...!! "Konoha to Oto to Suna to...!!") 3. "Impassioned Efforts... Each and Every One!!" (熱情...それぞれ!! "Netsujō... sorezore!!") 4. "The Key...!!" (鍵...!! "Kagi...!!") 5. "A Chance Encounter...!!" (邂逅...!! "Kaikō...!!") 6. "The Unexpected Visitor!!" (突然の来訪者!! "Totsuzen no raihōsha!!") 7. "My Reason for Living...!!" (在り続ける理由!! "Ari tsuzukeru wake!!") 8. "The Proud Failure!!" (誇り高き失敗者!! "Hokori takaki shippaisha!!") 9. "The Finals Commence...!!" (本線、開始っ...!! "Honsen, kaishi...!!") |

| 1. "Prepared to Lose...!!" (玉砕覚悟!! "Gyokusai kakugo!!") 2. "The Other...!!" (もう一つの...!! "Mō hitotsu no...!!") 3. "The Caged Bird...!!" (籠の中の鳥...!! "Kago no naka no tori...!!") 4. "The Failure!!" (落ちこぼれ!! "Ochigobore!!") 5. "The Power to Change...!!" (変える力...!! "Kaeru chikara...!!") 6. "The Great Flight!!" (大いなる飛翔!! "Ōi naru hishō!!") 7. "Sasuke Forfeits...?!" (サスケ失格...!? "Sasuke shikkaku...!?") 8. "The Boy with No Fighting Spirit!!" (やる気ゼロの男!! "Yaruki zero no otoko!!") 9. "A Plot Within a Plot...?!" (勝利への伏線...!? "Shōri e no fukusen...!?") |

| 1. "Tree Leaves, Dancing...!!" (木の葉、舞い...!! "Konoha, mai...!!") 2. "At Long Last...!!" (いよいよ...!! "Iyo iyo...!!") 3. "Sasuke vs. Gaara!!" (サスケVS我愛羅!!) 4. "Sasuke's Taijutsu...!!" (サスケの体術...!! "Sasuke no taijutsu...!!") 5. "The Reason He Was Late...!!" (遅刻の理由...!! "Chikoku no ryū...!!") 6. "Violent Assault...!!" (強襲...!! "Kyōshū...!!") 7. "The Chûnin Exam, Concluded...!!" (中忍試験、終了...!! "Chūnin shiken, shūryō...!!") 8. "Operation Destroy Konoha...!!" (木ノ葉崩し...!! "Konoha kuzushi...!!") 9. "The Imparted Mission...!!" (下された任務...!! "Kudasareta ninmu...!!") |

| 1. "Detainment...!!" (足止め...!! "Ashidome...!!") 2. "The Life I Wanted...!!" (オレの人生...!! "Ore no jinsei...!!") 3. "Hokage vs. Hokage!!" (火影VS火影!!) 4. "The Terrible Experiment...!!" (恐るべき実験...!! "Osorubeki jikken...!!") 5. "The Bestowed Will!!" (受け継がれてゆく意志!! "Uketsugarete yuku ishi!!") 6. "The Final Seal" (最後の封印 "Saigo no fūin") 7. "The Eternal Battle...!!" (永遠なる闘い...!! "Eien naru tatakai...!!") 8. "The Time of Awakening...!!" (目覚めの時...!! "Mezame no toki...!!") 9. "Off Guard...!!" (油断...!! "Yudan...!!") |

| 1. "To Feel Alive...!!" (生の実感...!!) "Sei no jikkan...!!") 2. "Exceeding One's Limits...!!" (限界を超えて...!! "Genkai o koete...!!") 3. "To Hurt...!!!" (痛み...!! "Itami...!!") 4. "Love...!!" (愛情...!! "Aijō...!!") 5. "The Name Gaara...!!" (我愛羅という名...!! "Gaara to iu na...!!") 6. "The Two... Darkness and Light" (二人...闇と光 "Futari... Yami to hikari") 7. "Those Who Are Strong...!!" (強き者...!! "Tsuyokimono...!!") 8. "Naruto's Ninja Handbook!" (ナルト忍法帖!! "Naruto ninpōchō!!") 9. "The Gale-Like Battle...!!" (嵐の如き戦い!! "Arashi no gotoki tatakai!!") |

| 1. "The Last Blow...!!" (最後の一撃...!! "Saigo no ichigeki...!!") 2. "The Shinobi of Konoha...!!" (木ノ葉の忍...!! "Konoha no shinobi...!!") 3. "Operation Destroy Konoha, Terminated!!" (木ノ葉崩し、終結!! "Konoha kuzushi, shūketsu!!") 4. "Eulogy...!!" (その者の名は...!! "Sono mono no na wa...!!") 5. "Contact...!!" (接近...!! "Sekkin...!!") 6. "Uchiha Itachi!!" (うちはイタチ!!) 7. "Kakashi vs. Itachi" (カカシvsイタチ) 8. "The Fourth Hokage's Legacy!!" (四代目の遺産!! "Yondaime no isan!!") 9. "The Pursuers" (追跡者 "Tsuisekisha") |

| 1. "Memories of Despair" (絶望の記憶 "Zetsubō no kioku") 2. "Along with Hatred...!!" (憎悪とともに...!! "Zōo to tomo ni...!!") 3. "It's My Fight!!" (オレの戦い!! "Ore no tatakai!!") 4. "Itachi's Power!!" (イタチの能力!! "Itachi no chikara!!) 5. "The Legendary...!!" (伝説の...!! "Densetsu no...!!") 6. "Training Begins...?!" (修行開始...!? "Shūgyō kaishi...!?") 7. "The Hook...!!" (きっかけ...!! "Kikkake...!!") 8. "The Second State" (第二段階 "Daini dankai") 9. "The Searchers!!" (捜索者たち!! "Sōsakusha-tachi") |

| 1. "Convergence...!!" (到達...!! "Tōtatsu...!!") 2. "The Third State" (第三段階 "Daisan dankai") 3. "The Offer" (取り引き "Torihiki") 4. "Tsunade's Answer...?!" (答えは...!? "Kotae wa...!?") 5. "No Forgiveness...!!" (許さねぇ...!! "Yurusane...!!") 6. "The Wager...!!" (賭け...!! "Kake...!!") 7. "The Necklace of Death...!!" (死の首飾り...!! "Shi no kubikazari...!!") 8. "Tsunade's Choice!!" (綱手の決意!! "Tsunade no ketsui") 9. "A Vulnerable Heart...!!" (抗えぬ心...!! "Aragaenu kokoro...!!") |

| 1. "Undecayed...!!" (朽ちぬもの...!! "Kuchinumono...!!") 2. "Medical Specialists!!" (医療忍者!! "Supesharisuto!!") 3. "Naruto Attacks!!" (ナルト、突撃っ!! "Naruto, totsugeki!!") 4. "Shinobi Skills...!!" (忍の才能...!! "Shinobi no sainō...!!") 5. "As Promised...!!" (約束通り...!! "Yakusoku dōri...!!") 6. "Once More" (もう一度だけ "Mō ichido dake") 7. "Risking Everything...!!" (命を懸ける...!! "Inochi o kakeru...!!") 8. "Deadlock!!!" (三竦みの攻防!! "Sansukumi no kōbō!!") 9. "Successor" (受け継ぐ者 "Uketsugumono") |

| 1. "The Return" (帰郷 "Kikyō") 2. "Anguish" (苦悩する者たち "Kunōsurumono-tachi") 3. "Feelings...!" (想い、それぞれ...! "Omoi, sorezore...!") 4. "Naruto vs. Sasuke!!" (ナルトvsサスケ!!) 5. "Rivals" (ライバルというもの "Raibaru to iu mono") 6. "The Sound Ninja Four" (音の四人衆 "Oto no yoninshū") 7. "Invitation...!!" (音の誘い...!! "Oto no izanai...!!") 8. "Never Forget...!!" (忘れるな...!! "Wasureruna...!!") 9. "A Promise!!" (約束だ!! "Yakusoku da!!") |

| 1. "The Battle Begins...!!" (闘いの始まり...!! "Tatakai no hajimari...!!") 2. "Assemble!!" (集結!! "Shūketsu!!") 3. "The Promise" (一生の約束 "Isshō no yakusoku") 4. "Sound vs. Leaf!!" (音vs木ノ葉!! "Oto vs Konoha!!") 5. "Pursuit...!!" (音を追え...!! "Oto o oe...!!") 6. "Failure...?!" (作戦...失敗!? "Sakusen... shippai!?") 7. "The Plea...!!" (命乞い...!! "Inochigoi...!!") 8. "The Shinobi of Konohagakure...!!" (木ノ葉隠れの忍...!! "Konohakagure no shinobi") 9. "Faith...!!" (信じる力...!! "Shinjiru chikara...!!") 10. "Unforgivable!!" (許せない!! "Yurusenai!!") |

| 1. "Comrades...!!" (仲間...!! "Nakama...!!") 2. "The Plan...!!" (段取り...!! "Dandori...!!") 3. "Game Over" (ゲームオーバー "Gēmu Ōbā") 4. "Taking Stock" (さぐりあい "Saguriai") 5. "Capture...!!" (攻略法...!! "Kōryaku hō...!!") 6. "The Strongest Enemy!!" (一番強い敵!! "Ichiban tsuyoi teki!!") 7. "Prepared to Die!!" (決死の覚悟!! "Kesshi no kakugo!!") 8. "Transference...!!" (転生...!! "Tensei...!!") 9. "The Wish...!!" (願望...!! "Ganbō...!!") |

| 1. "According to Plan...!!" (計算通り...!! "Keisan dōri...!!") 2. "Miscalculation...!!" (計算違い...!! "Keisan chigai...!!") 3. "Three Wishes!!" (三つの願い!! "Mittsu no negai!!") 4. "Sakon's Secret" (左近の秘密 "Sakon no himitsu") 5. "Ukon's Prowess" (右近の能力 "Ukon no nōryoku") 6. "Kiba's Decision!!" (キバの決意!! "Kiba no ketsui!!") 7. "Predicament...!!" (苦境...!! "Kukyō...!!") 8. "Deadlocked" (飛車角落ち "Hisha kakuochi") 9. "Fake-Out!!" (一手目はフェイク!! "Itteme wa feiku!!") |

| 1. "Help Arrives!!" (助っ人、参上!! "Suketto, sanjō!!") 2. "Lee's Secret!!" (リーの秘密!! "Rī no himitsu") 3. "Unorthodox...!!" (変則的...!! "Hensokuteki...!!") 4. "Danger Danger Danger!!" (ピンチ•ピンチ•ピンチ!! "Pinchi pinchi pinchi!!") 5. "Debt...!!" (大きな借り...!! "Ōki na kari...!!") 6. "Retreat...!!" (いったん退いて...!! "Ittan hiite...!!") 7. "Gaara of the Sand" (砂漠の我愛羅 "Sabaku no Gaara") 8. "Halberd and Shield...!!" (矛と盾...!! "Hoku to tate...!!") 9. "For the Most Precious" (大切な者の為に "Taisetsu na mono no tame ni") |

| 1. "Konohagakure Comrades!!" (木ノ葉の仲間!! "Konoha no nakama!!") 2. "Future and Past" (未来と過去 "Mirai to kako") 3. "Brothers" (兄と弟 "Itachi to Sasuke") 4. "Out of Reach" (遠すぎる兄 "Tōsugiru ani") 5. "Itachi Accused" (イタチの疑惑 "Itachi no giwaku") 6. "Father and Son" (サスケと父 "Sasuke to chichi") 7. "That Day...!!" (その日...!! "Sono hi...!!") 8. "In Darkness...!!" (闇の中...!! "Yami no naka...!!") 9. "For a Friend...!!" (親しき友に...!! "Shitashiki tomo ni...!!") |

| 1. "Chidori vs. Rasengan!!" ("千鳥VS螺旋丸!!") 2. "Kakashi's Premonition" (カカシの予感 "Kakashi no yokan") 3. "The Bond...!!" (繋がり...!! "Tsunagari...!!") 4. "Awakening!!" (目醒めの時!! "Mezame no toki!!") 5. "Special!!" (特別な力!! "Tokubetsu na chikara!!") 6. "The Final Valley" (終末の谷 "Shūmatsu no tani") 7. "The Worst Ending...!!" (最悪の結末...!! "Saiaku no ketsumatsu...!!") 8. "Parting Ways...!!" (別れの日...!! "Wakare no hi...!!") 9. "Mission Failed...!!" (任務失敗...!! "Ninmu shippai...!!") |

| 1. "A Broken Promise" (守れなかった約束 "Mamorenakatta yakusoku") 2. "Fool...!!" (馬鹿...!! "Baka...!!") 3. "Departure!!" (旅立ちの日!! "Tabidachi no hi!!") 4. "Chronicle 1: The Mission Begins...!!" (外伝其ノ一:任務開始...!! "Gaiden sono ichi: Misshon Sutāto...!!") 5. "Chronicle 2: Teamwork!!" (外伝其ノ二:チームワーク!! "Gaiden sono ni: Chīmuwāku!!") 6. "Chronicle 3: A True Hero" (外伝其ノ三:本当の英雄!! "Gaiden sono san: Hontō no eiyū!!") 7. "Chronicle 4: The Crybaby Ninja" (外伝其ノ四:泣き虫忍者 "Gaiden sono yon: Nakimushi ninja") 8. "Chronicle 5: A Gift" (外伝其ノ五:プレゼント "Gaiden sono go: Purezento") 9. "Chronicle 6: Sharingan Hero" (外伝最終話:写輪眼の英雄 "Gaiden saishūwa: Sharingan no eiyū") |